# Peter William
Peter William Koch (* 13. September 1930 in Berlin; † 11. Dezember 2018 in Lienz, Tirol), besser bekannt als Peter William, war deutscher Wrestler, Wrestlingpromoter und Wrestlingkommentator. Er war unter anderem Mitbesitzer der CWA.

## Leben
Koch war lange Zeit als Promoter der deutschen CWA-Sektion tätig und organisierte unter anderem Catch-Veranstaltungen am Wiener Heumarkt. Daneben trat er auch aktiv als Wrestler bzw. Ringrichter auf, wie er in mehreren Interviews bestätigte. Einem breiteren Publikum wurde Koch als Kommentator der Wrestlingsendung Catch Up (RTL, 1989–91) sowie der deutschsprachigen Übertragungen der EWF (Eurosport, 1991–92), der WCW (DSF, 1993–96) und verschiedener kleinerer Wrestling-Ligen wie SMW oder WCICW (DSF Action und Premiere Sport, 1997–2002) bekannt. In seiner Kommentatorenrolle wies er immer wieder auf seine Expertise hin, da er einst selbst aktiv im Ring gestanden habe.
Abseits seiner Tätigkeit im Wrestlinggeschäft agierte Koch in rund 30 Filmen als Stuntman, unter anderem für Curd Jürgens. Außerdem spielte er eine Nebenrolle im Edgar-Wallace-Film Der Hund von Blackwood Castle (1967).
Koch lebte bis zu seinem Tod mit seiner Familie in Lienz in Osttirol. Sein Bruder war der ehemalige CWA-Ringsprecher Manfred Koch (1940–2001).